# Avon-la-Pèze
 Avon-la-Pèze  es una población y comuna francesa, en la región de Champaña-Ardenas, departamento de Aube, en el distrito de Nogent-sur-Seine y cantón de Marcilly-le-Hayer.

## Demografía
| 157 | 135 | 108 | 115 | 114 | 118 |
| Para los censos de 1962 a 1999 la población legal corresponde a la población sin duplicidades (Fuente: INSEE [Consultar]) |     |     |     |     |     |